# Молодіжна збірна Киргизстану з хокею із шайбою
Молодіжна збірна Киргизстану з хокею із шайбою — національна молодіжна команда, складена з гравців віком не більше 20 років, що представляє Киргизстан на міжнародних змаганнях з хокею.

## Результати на Азійському Кубку Виклику
- 2018 рік – Закінчили на -му місці
- 2019 рік – Закінчили на -му місці

## Результати на чемпіонатах світу
- 2022 рік – Закінчили на 7-му місці (Дивізіон III)
- 2023 рік – Закінчили на 6-му місці (Дивізіон III)
- 2024 рік – Закінчили на 6-му місці (Дивізіон III Група «А»)
- 2025 рік – Закінчили на 2-му місці (Дивізіон III Група «B»)